# マッチブック・ロマンス
マッチブック・ロマンス(Matchbook Romance)とは、アメリカ合衆国ニューヨーク州ポキプシーにて結成されたエモバンドである。
アメリカの老舗パンクレーベルEpitah records史上最高の売り上げを上げたバンドとして、一躍人気バンドになったが、その後2007年に解散。しかし2009年限定で奇跡の再結成を果たしている。

## 現在のメンバー
- アンドリュー・ジョーダン/Andrew Jordan - (ヴォーカル・ギター)
- ライアン"ジュダス"デパオロー/Ryan "Judas" DePaolo - (ギター)
- ライアン・キンリー/Ryan Kienle - (ベース)
- アーロン・スターン/Aaron Stern - (ドラム)

## 略歴
かつて「Fizzlewink」というバンドに在籍していたアンドリューとライアンを中心に、1997年に結成。
その後、彼らのデモ曲がEpitaph Recordsのオーナー"Brett Gurewitz"に気に入れられ、契約を結びことに成功する。
2003年4月8日にEP「West for Wishing」でデビューを飾り、同年9月23日には、1stアルバム「Stories and Alibis」をリリース。
そして前作から2年以上を空けた2006年2月14日に、前作より更にダークでラウドな作品となった2ndアルバム、「Voices」をリリースし、ビルボードアルバムチャートにて初登場43位を記録する。
しかし、ようやくバンドとしての知名度も上がり、人気が最高潮に達していた2007年3月12日、まさかの解散を表明。多くのファンから再結成が望まれていた中、その声に答えるように、約2年の沈黙を破り2009年に活動を行った。

## ディスコグラフィー

### アルバム
| 発売日        | アルバムのタイトル | 販売レーベル                                    | 全米ビルボードアルバムチャート最高位 | セールス |
| 2003年9月23日 | Stories and Alibis | Epitaph                                         | -                                    | -        |
| 2006年2月14日 | Voices             | Epitaph（アメリカ) ソニー・ミュージック（日本） | 43位                                 | -        |

### シングル
- Promise
- My Eyes Burn

1st「Stories and Alibis」に収録。
- Monsters

2nd「Voices」に収録。

### EP
- West for Wishing (2003)